# Hrafnseyri
Hrafnseyri ist ein alter Großbauernhof und früherer Pfarrhof in den Westfjorden Islands.

## Lage
Hrafnseyri liegt isoliert am Nordufer des Arnarfjörður in der Gemeinde Ísafjarðarbær.

## Geschichte des Hofes
Zur Zeit der Besiedlung hieß der Hof einfach Eyri (dt. „Sandbank“). Die Geschichte des Ortes beginnt mit dem Landnahmemann Án Grímsson, bekannt für seine böse Ehefrau, nach dem ein Berg im Nordosten des Hofes benannt ist.
Der Hof wurde aber nach einem späteren Besitzer, Hrafn Sveinbjarnarson, vermutlich einer historischen Persönlichkeit, umbenannt. Er wohnte hier im 12. Jahrhundert und gibt auch die Hauptfigur der Hrafns Saga ab, einer der Íslendinga sögur. Es handelte sich um einen weitgereisten Barbier und Arzt, der seine Ausbildung in Salerno auf Sizilien erhalten hatte.
Bekannt ist Hrafnseyri jedoch als Geburtsort von Jón Sigurðsson (1811–1879), einem bedeutenden isländischen Politiker und Historiker, der sich im 19. Jahrhundert für die Selbstständigkeit seines Landes eingesetzt hat. Sein Geburtstag am 17. Juni (1811) ist der isländische Nationalfeiertag. Daher gibt es in Hrafnseyri ein Jón-Sigurðsson-Museum.

## Vulkanismus
Ein viele Millionen Jahre alter und erkalteter Zentralvulkan, Tjaldanesfell, liegt im Nordwesten des Hofes. Der Gebirgsstock ist stark erodiert, so dass man Intrusionen und Gänge überwiegend aus Gabbro erkennen kann. Der höchste Berg der Westfjorde, Kaldbakur, befindet sich im nördlichen Teil des Bergmassivs.